# Првенство Југославије у веслању 1930. године
Првенство Југославије у веслању за 1930. годину одржано је 19. и 20. јула на Бледу. Покровитељ такмичења и доделилац тројефа била је краљица Марија Карађорђевић. Такмичење је било одржано под надлештвом Југословенског веслачког савеза.
Прваци Југославије су постали:
- Четверац са кормиларом - ВК Дунав из Панчева
- Четверац без кормилара - ВК Дунав из Панчева
- Двојац без кормилара - ВК Београд
- Двојац са кормиларом - ВК Београд
- Скиф - ВК Гусар из Сплита
- Четверац слинкер - ВК Гусар из Сплита
- Дубл скул - ВК Гусар из Сплита
- Осмерац - ВК Крка из Шибеника

## Такмичења по категоријама
Првог дана првенства, 19. јула одржана су следећа надметања:

### Четверац са кормиларом
1. ВК Дунав - Панчево
2. ВК Гусар - Сплит
3. ВК Крка - Шибеник
4. ВК Београд

Веслачи Гусара су имали вођство све до 1500 метара, да би их потом престигли веслачи Дунава и тријумфовали.

### Четверац без кормилара
1. ВК Дунав - Панчево
2. ВК Гусар - Сплит
3. ВК Крка - Шибеник

У ове две категорије победио је ВК Дунав из Панчева у саставу: кормилар Милош Џонин, строкер Чедомир Константиновић, Небојша Новаков, Ива Пековић и прамац Милутин Константиновић. Панчевци су победили у све четири трке у ове две класе. У овој трци се чинило да ће главна борба бити између Гусара и Крке, међутим Дунав је, као и у трци четверца са кормиларом, извеслао одличан финиш и уграбио победу.

### Двојац без кормилара
1. ВК Београд
2. ВК Гусар - Сплит

Београд је повео од старта и успео да сачува прво место уз упорну пратњу Сплићана.

### Двојка са кормиларом
1. ВК Београд
2. ВК Гусар - Сплит

Слично као и у двојцу без кормилара, Београд је повео, а Гусар упорно пратио за пола дужине. На крају су Београђани стигли до циља 4 секунде пре пратилаца из Сплита.

### Скиф
1. ВК Гусар - Сплит
2. ХВК Загреб

Загреб је водио у првих 100 метара, али су након губитка вођства одустали па су Сплићани сами стигли до циља

### Четверац слинкер
1. ВК Гусар - Сплит
2. ВК Београд
3. ВК Дунав - Панчево

Изједначена борба Београда и Гусара. На 500 метара Сплићани одлучно преузимају прво место и чувају га до краја трке.

### Дубл скул
1. ВК Гусар - Сплит
2. ХВК Загреб
3. ВК Љубљана

### Осмерац
Другог дана првенства, 20. јула одржала се, испоставиће се, најконтроверзнија трка:
1. ВК Крка - Шибеник
2. ВК Гусар - Сплит

Почетак трке прошао је у смењивању Београда и Гусара на челу. Крка је пратила, али са заостатком. На 600 метара Гусар преузима преимућство, док Београд почиње заостајати, будући најтежи. Крка прати Сплићане на другом месту, каснећи дужину ипо.
На око 1000 метара први веслач Гусара удара у балван који је означавао ивицу стазе и губи весло. Иако са 7 веслача, Сплићани веслају јако, борећи се да не изгубе чело, међутим на 300 метара до циља га губе. Осокољени приликом, веслачи Крке имају 38 завеслаја у минути и за дужину ипо освајају прво место. Тим Београда на 150 метара до циља почиње да тоне па играчи напуштају чамац и пливају.
Веслачки клуб Гусар се жалио након трке, уз тврдњу да су за инцидент криви Шибеничани који су их притисли уза ивицу стазе. Веслачки савез Југославије је потврдио исход трке, односно констатацију врховног судије такмичења, чиме је Веслачки клуб Крка постао првак државе.

## Реакције и иступање ВК Крка из Веслачког савеза Југославије
Мада је Крка постала шампион, чини се да су у Веслачком савезу били става да је Гусар бољи тим и да је изгубио само незгодом, не и недостатком квалитета. Тиме се најлакше може објаснити одлука Савеза да прекрши неписано правило о саставу тима за Европско првенство.
Наиме, Члан 1. правила о одржавању утакмица за првенство државе у веслању предвиђено је да се национално првенство увек одржаве пре континенталног. Обичај је дотад био да се осмерац победничког клуба одабере за репрезентацију и пошаље на првенство Старог континента, заказано за 14-17. август у Лијежу. Међутим, Веслачки савез је одлучио да се пренебрегне резултат првенства на Бледу и да се одржи накнадни, квалификациони меч између Крке и Гусара. Технички одбор Савеза који је донео одлуку да се одржи овај меч чинили су Антун Данило, др К. Кемби, С. Радица и Фабијан Калитерна, који је уједно био у управи Гусара.
Крка је првотно пристала на тај услов, али је тражила да се меч одигра у Шибенику, уз одгођење првопланираног датума. Савез је приватио да се трка одигра у Шибенику, али не и одгођење датума да би се чамци могли превести у Лијеж. Ипак, Крка се није појавила у договореним квалификацијама, сматрајући да јој се тиме оспорава освојена титула, па је екипа Гусара сама пред комисијом одвеслала трку на 2000 метара за 6 м. и 15 с. Један од аргумената Крке за несуделовање у трци је био и тај што су у управи Веслачког савеза седели људи из управе Гусара.
Састав Гусара који је ушао у репрезентацију био је: кормилар Камило Роић, строкер Бруно Морасовић, Иво Фери, Кукоч, Манцони, Стипичић, Фабрис, Сабиончело и на прамцу Тирони. Вођа пута био је Фабијан Калитерна.
Југославија је, иначе, на претходном Европском првенству у Бидгошчу, у Пољској, у осмерцу била освојила друго место, иза Италије. Тада је осмерац репрезентације био састављен управо од такмичара Гусара из Сплита. 
Председник Крке др Јурај Доминис и секретар др Крсто Јежина су у Шибенским новинама на четири стране образложили зашто је Крка изостала из двобоја са Гусаром. Након Европског првенства, на ком репрезентација није успела да освоји медаљу, један од оснивача Крке и њен генерални секретар Филип Бабић тако се огласио у локалним Новостима.
Услед свих ових околности, Крка је иступила из Савеза. Није учествовала на следећем државном првенству, заказаном за 4. јул 1931. године на Сави у Београду.